# Carabus mirabilissimus
Carabus mirabilissimus (лат.) — вид жуков из семейства жужелиц. Относится к подроду Acoptolabrus. Выделяют шесть подвидов.

## Распространение
Обитают в Корее (на территории как Южной Кореи, так и КНДР), являясь её эндемиком. Охраняется как находящийся под угрозой уничтожения.

## Описание
Панцирь имеет металлический блеск, например, зелёный или фиолетовый, и сложный узор, напоминающий сеть. Грудь длинная, а тело толстое, напоминает тыкву.

## Биология
Это насекомое, которое проходит полный процесс метаморфоза (яйцо-личинка-куколка), чтобы стать взрослым жуком. Ночью поднимаются на вершины высоких гор, чтобы поесть дождевых червей и ночных улиток.